# Herbert Grundmann
Herbert Grundmann (* 14. Februar 1902 in Meerane; † 20. März 1970 in München) war ein deutscher Historiker, der vor allem die Geschichte des Mittelalters und insbesondere die religiösen Bewegungen dieser Epoche erforschte.
Grundmann lehrte als Professor für mittelalterliche Geschichte an den Universitäten Königsberg und Münster. Von 1959 bis 1970 war er Präsident der Monumenta Germaniae Historica. In den 1950er Jahren war er Herausgeber des Archivs für Kulturgeschichte sowie der 8. und 9. Auflage des Gebhardt-Handbuchs. Die Mediävistik erhielt in der Erforschung des kalabrischen Zisterzienserabtes und Theologen Joachim von Fiore vor allem durch die Studien von Grundmann maßgebliche Impulse. Grundmann gilt als eine der zentralen Personen in der bundesdeutschen Nachkriegsmediävistik.

## Leben

### Jugend
Die Vorfahren von Herbert Grundmann waren kleine Bauern und Handwerker im östlichen Sachsen. Sein Vater stieg als gelernter Kaufmann vom Garnhändler zum Mitinhaber einer Strumpffabrik auf. Herbert Grundmann soll seinem Vater eher distanziert gegenübergestanden haben und sich besser mit seiner Mutter verstanden haben. Mit ihr teilte er das Interesse für Musik, Theater und Literatur. Ab dem zweiten Lebensjahr wuchs der konfessionslose Grundmann in Chemnitz auf. In seiner Schulzeit wurde er von Oswald Spenglers Vision eines kulturellen Niedergangs in der Weltgeschichte und näheren Zukunft stark beeinflusst. Möglicherweise teilte er auch den Antidemokratismus und das Elitedenken Spenglers. Er besuchte seit 1908 die Höhere Knabenschule und seit 1912 das Städtische Realgymnasium. In seiner Jugend suchte er im Freundeskreis und im Christlichen Verein Junger Männer seinen eigenen Zugang zum Evangelium. Nach seinem späteren akademischen Schüler Arno Borst lag hier die „tiefste Wurzel für sein Lebenswerk“. 1920 bestand Grundmann das Abitur mit Auszeichnung. Im selben Jahr starb seine Mutter. Dadurch löste er sich weiter vom Elternhaus. Nach der Schule beabsichtigte Grundmann zunächst, Journalist zu werden, verwarf diesen Gedanken jedoch zugunsten eines Universitätsstudiums.

### Studium
Sein Vater wünschte, dass sein einziger Sohn einmal das Geschäft übernehmen werde. Zum Sommersemester 1921 begann Grundmann daher widerwillig ein Studium der Volkswirtschaftslehre an der Universität Leipzig. Sein Interesse galt jedoch schon im ersten Semester der Geschichte bei Walter Goetz, der Wirtschafts- und Sozialgeschichte bei Alfred Doren, der Soziologie bei Hans Freyer, der idealistischen Philosophie bei Theodor Litt, dann bei Hans Driesch und Johannes Volkelt. Im Sommer 1922 ging Grundmann für ein Semester nach Heidelberg und im Sommer 1923 für ein Semester nach München. Sein Schwerpunkt verschob sich auf die Literaturwissenschaften, die in Heidelberg durch Friedrich Gundolf, in München durch Karl Vossler und Fritz Strich auf ihn wirkten. In Heidelberg wurde ihm Geschichte von Hermann Oncken, Eberhard Gothein und Friedrich Baethgen sowie in München wieder durch Oncken und Paul Joachimsen nähergebracht. Eine Vorlesung von Joachimsen zur „Vorgeschichte der Reformation“, begann ihn für die geistigen und religiösen Bewegungen des Mittelalters zu begeistern und wurde zum Kernthema seines späteren Lebenswerks.
Im Herbst 1923 kehrte er nach Leipzig zurück. Grundmann wollte das väterliche Geschäft nicht mehr übernehmen; wenige Jahre später ging der Betrieb in der Wirtschaftskrise in Konkurs. Grundmanns Interesse verschob sich vielmehr auf die spätmittelalterliche Geisteswelt. Er begann sich, angeregt durch Walter Goetz und Johannes Kühn, mit den religiösen Idealen der spiritualistischen Frommen des 14. und 15. Jahrhunderts zu beschäftigen. Am 8. März 1926 wurde er mit einer theologiegeschichtlichen Schrift über den Gelehrten Joachim von Fiore bei Goetz in Leipzig summa cum laude promoviert. Mit Joachim von Fiore sollte er sich ein ganzes Leben beschäftigen. Bereits in seiner Dissertation kündigte er eine Edition der drei Hauptwerke Fiores an. Diese Edition konnte er jedoch bis zu seinem Lebensende nicht zum Abschluss bringen. Nach seiner Promotion vertiefte Grundmann sich thematisch in Orden und Sekten des 13. Jahrhunderts, ohne jedoch mit seiner Arbeit einen konkreten beruflichen Lebensplan zu verfolgen. Von seinem Doktorvater Goetz wurde er zur Habilitation gedrängt. 1926 wurde er Stipendiat des von Karl Lamprecht gegründeten Instituts für Kultur- und Universitätsgeschichte der Universität Leipzig. Mit diesem Institutsstipendium konnte Grundmann ausgedehnte Reisen nach Frankreich und Italien unternehmen. Es folgten Studien über joachimitische Geschichtsprophetien und Bibelkommentare. Auf Vermittlung von Erich Brandenburg erhielt Grundmann 1928 eine Editorenstelle bei der Historischen Kommission bei der Bayerischen Akademie der Wissenschaften. Diese begehrte Position brachte ihm die wirtschaftliche Unabhängigkeit. Er bearbeitete in Leipzig die Akten des Augsburger Reichstags von 1530 und seiner Vorgeschichte. 1937 heiratete er Annelies Scherrmann, die ebenfalls bei der Historischen Kommission arbeitete.
1931 veröffentlichte Grundmann als Vorarbeit zu seinem Hauptwerk über die mittelalterlichen religiösen Bewegungen eine Studie zur Geschichte der mittelalterlichen Beginen. Grundmann konnte durch eine Auswertung der Urkunden der Kölner Erzdiözese sowie der Bistümer Münster, Osnabrück und Paderborn nachweisen, dass sich das Beginentum in Niederdeutschland durch Schutz und Förderung päpstlicher Legaten schon vor Mitte des 13. Jahrhunderts wesentlich stärker ausgebreitet hatte, als bis dahin angenommen wurde. Das Werk Religiöse Bewegungen des Mittelalters wurde 1933 nach neunjähriger Forschungsleistung in Leipzig als Habilitationsschrift angenommen. Die ebenfalls von Goetz betreute Darstellung gilt bis heute als Standardwerk. Eine ganze Reihe weiterer und ergänzender Studien begleiteten die Habilitationsschrift und befassten sich mit der deutschen Mystik, Meister Eckhart oder den Frauen in der Literatur des Mittelalters. Außerdem forschte Grundmann zur politischen Bedeutung des mittelalterlichen Reichsgedankens für die deutsche Geschichte. Sein Interesse galt dabei der Frage, warum sich im Westen Europas „deutsche Volkstumsgrenzen“ gebildet hatten, im Osten jedoch nicht.

### Forschung und Lehrtätigkeit im Nationalsozialismus
Im November 1933 unterzeichnete Grundmann das Bekenntnis der Professoren an den deutschen Universitäten und Hochschulen zu Adolf Hitler. In einem Brief vom März 1936 an Johannes Kühn bekundete er, überzeugter Anhänger der nationalsozialistischen „Bewegung“ und Verehrer Adolf Hitlers zu sein. Grundmann war 1934 der Nationalsozialistischen Volkswohlfahrt (NSV) beigetreten, 1936 „Blockwalter“ und 1937 „Zellwalter“ geworden. Von 1934 bis 1937 war er im NS-Lehrerbund und trat 1937 dem NS-Dozentenbund bei. Im Juli 1937 stellte er einen Antrag auf Mitgliedschaft in der NSDAP. Eine Aufnahme in die NSDAP erfolgte jedoch nicht. Ohne Mitgliedschaft in der NSDAP war er eine seltene Ausnahme unter den in Deutschland bleibenden Historikern, die 1933 noch Privatdozenten waren. Seit Oktober 1936 war er nach einem Gutachten des Leipziger Dozentenbundführers bei der NSV aktiv. Auch zahlreiche Rundfunkbeiträge sollten nach Meinung des Dozentenbundführers die „positive weltanschauliche Einstellung“ Grundmanns verdeutlichen. Der Inhalt der Rundfunkbeiträge konnte allerdings noch nicht ermittelt werden.
Der Nationalsozialismus beeinträchtigte Grundmanns weitere akademische Karriere nicht. Seit 1933 war er Dozent an der Universität Leipzig. Eine besondere Freundschaft entstand zu Hermann Heimpel, der 1934 den Lehrstuhl des aufgrund von antisemitischen Vorschriften entlassenen Siegmund Hellmann übernahm. Beide teilten ihr Interesse für die spätmittelalterliche Geistesgeschichte und begannen eine Edition von Schriften des Kölner Kanonikers Alexander von Roes. Auch seine vernichtende Kritik an Erich Seebergs deutschtümelnder Meister-Eckhart-Interpretation in der Historischen Zeitschrift beeinträchtigte Grundmanns weitere akademische Laufbahn nicht. Neben der Edition veröffentlichte er in den Jahren vor Ausbruch des Krieges Abhandlungen zur Geschichte und Theologie Meister Eckharts, zum mittelalterlichen Geschichtsverständnis und zu den Frauen im höfischen Milieu. In den 1930er und 1940er Jahren beschäftigte ihn besonders die Frage „nach der Bedeutung des Reichs als Idee und Wirklichkeit für die deutsche Staats- und Volksentwicklung“. Dies sollte der Ausgangspunkt für Untersuchungen über „die politischen Formen und Voraussetzungen des deutschen Geschichtsdenkens und Volksbewußtseins“ sein. Die Studien brachte er jedoch nicht bis zu einer Veröffentlichung zum Abschluss. Zu dem renommierten biografischen Sammelband Die großen Deutschen verfasste Grundmann 1935 die Beiträge zu Friedrich II. und Meister Eckhart.
Nach sechs Jahren als Privatdozent erhielt Grundmann als Kenner der spätmittelalterlichen Geistesgeschichte zwei Berufungen nach Freiburg und Königsberg. Im Sommersemester 1939 wurde er als Nachfolger von Friedrich Baethgen ordentlicher Professor für Geschichte des Mittelalters in Königsberg. Damit war er einer der wenigen Historiker, die zwischen 1933 und 1945 auf einen Lehrstuhl berufen wurden, ohne Parteimitglied zu sein. Baethgen hatte Grundmann als seinen Nachfolger an der Königsberger Fakultät empfohlen. Mit sechs Jahren war seine Wartezeit auf eine Professur vergleichsweise kurz, die damals bei zehn Jahren lag. In Königsberg wurden von Grundmann zwei Dissertationen betreut. Von der Königsberger Gelehrten Gesellschaft wurde er als Mitglied aufgenommen. In Vorträgen, die ungedruckt geblieben sind, behandelte er das Verhältnis Kants zur Geschichte, die deutsche Ostpolitik des Mittelalters, die Hanse und den Deutschen Orden. Nach Ausbruch des Krieges veröffentlichte er eine Studie über die Söldnerheere des 12. Jahrhunderts. Außerdem verfasste er das Kapitel Das hohe Mittelalter und die deutsche Kaiserzeit im zweiten Band der Neuen Propyläen Weltgeschichte, einer großangelegten Gesamtschau der Menschheitsgeschichte. Dabei unterstrich er die Vielfalt der Charaktere und ihre Wandlungen im 12. Jahrhundert. Der weitere Kriegsverlauf brachte seine Forschungen zum Stillstand. Er wurde zunächst wegen seines Alters und einer Sehschwäche nicht zum Wehrdienst eingezogen. Im Herbst 1941 war er für kurze Zeit bei der Fliegerabwehr und wurde im Herbst 1942 zur Infanterie eingezogen, wo er auf einer Stabschreibschule in Königsberg landete. Im Sommer 1944 wurde er zu den Kraftfahrern einberufen. Im Februar 1945 erlitt er eine schwere Verletzung am linken Handgelenk.
Während des Krieges unternahm er zahlreiche Vortragsreisen. Nach dem Überfall auf die Sowjetunion rückte dabei die deutsche „Ostpolitik“ im Mittelalter in den Blickpunkt: Grundmann plädierte in Vorträgen vor Soldaten und Angehörigen der SS für eine völkische Sichtweise auf das Mittelalter. Im Osten trat er als Redner vor Wehrmachtseinheiten auf. Seine Wehrmachtsvortragsreisen sah er als Dienst des Intellektuellen für den guten Ausgang des Krieges an. 1943 referierte Grundmann an der SS-Ausbildungsstätte in Bad Tölz zusammen mit Ernst Anrich, Günther Franz, Fritz Rörig über das Thema Reich und Kaisertum des Mittelalters. Der Vortrag wurde im nächsten Jahr in einem Sammelband des SS-Hauptamtes veröffentlicht. Grundmann selbst war zufrieden, dass er mit seinem Beitrag „zur Grundlage des weltanschaulichen Unterrichts“ beigetragen habe. Anne Christine Nagel machte in Grundmanns Aussagen eine hohe Identifikation mit dem Geschichtsbild des NS-Regimes aus. In einem Brief aus dem Jahr 1943 an den Althistoriker Alfred Heuß schilderte er seine Eindrücke von einer Fahrt durch das besetzte Białystok. Trotz der Verbrechen des NS-Regimes an Juden und Slawen hielt Grundmann an der Unterstützung des nationalsozialistischen Krieges weiter fest.
Grundmann war von der rassischen Überlegenheit des deutschen Volkes vor allem gegenüber Völkern aus Osteuropa überzeugt. Die mittelalterliche Reichspolitik verglich er mit der nationalsozialistischen Eroberungspolitik. Den Slawen sprach er die Fähigkeit zur politischen Gestaltung ab. Den deutschen Königen habe dies im Mittelalter schon immer einen „Rechtsgrund zum Eingreifen gegeben“. Die gegenwärtige Okkupation Polens war für ihn legitim. Hitlers Ostpolitik unterstützte er, denn „nur im Osten hat die deutsche Politik des nationalsozialistischen Reiches Ziele und Forderungen, die unter allen Umständen, wenn nötig auch im Waffenkampf erreicht werden sollten und mußten“.
Noch während des Krieges wurde Grundmann im Sommer des Jahres 1944 als Nachfolger Gerd Tellenbachs ordentlicher Professor an der Universität Münster. Die Fakultät wich dabei von dem gewohnten Dreiervorschlag ab, da nur Grundmann „den großen Verlust, den die Fakultät durch den Weggang des Herrn Tellenbach erleide, einigermaßen wieder ausgleichen“ könne. Diese Vorgehen war in Abstimmung mit dem Münsteraner Neuzeithistoriker Kurt von Raumer und Grundmann von Tellenbach selbst bereits im Sommer 1943 angestoßen worden, der zu dieser Zeit für die Nachfolge von Hans-Walter Klewitz in Freiburg im Gespräch war und deshalb in Münster einen Nachfolger im Rang eines Ordinarius sicherstellen wollte.

### Nach 1945: Professor in Münster und Präsident der „Monumenta Germaniae Historica“
Im Juli 1945 wurde Grundmann aus englischer Kriegsgefangenschaft entlassen und kehrte nach Westfalen zurück. Er wurde als Nichtparteimitglied als „unbelastet“ eingestuft und konnte seine Lehrtätigkeit in Münster fortführen. Der Vortrag aus Bad Tölz tauchte in seinen Veröffentlichungen nicht auf; er liegt als „ungedruckt“ im Universitätsarchiv Leipzig. Grundmann stellte 1946 ein wohlwollendes Gutachten für seinen Freund Hermann Heimpel aus, der als Gelehrter durch die NS-Vergangenheit kompromittiert war. Das tat er auch für den ebenfalls kompromittierten Theodor Schieder, der sein Kollege in Königsberg gewesen war. In einem privaten Begleitschreiben zu dem offiziellen Entlastungszeugnis teilte Grundmann Schieder allerdings mit, dass er sich „doch auch immer wieder wundere und frage, wie eigentlich Sie und Ihresgleichen das alles mitmachen und decken, alle Bedenken herunterschlucken und auch von anderen nicht gern hören konnten.“ Schieder warf er 1947 in einem Brief vor, „den Weg der Verdrängung“ zu gehen. In der Öffentlichkeit ging Grundmann dagegen, anders als seine akademischen Kollegen Gerd Tellenbach oder Hermann Heimpel, die den Nationalsozialismus publizistisch zu verarbeiten versuchten, zur Tagesordnung über. Politisch stand er um 1950 der SPD nahe. Er bedauerte die Entwicklung des Ost-West-Konflikts, im Hinblick auf dessen Entstehen „auch der Westen kein gutes Gewissen haben“ könne. Als das ehemalige NSDAP-Mitglied Theodor Schieder 1967 zum Vorsitzenden des Deutschen Historikerverbands gewählt wurde, warnte Grundmann vor dieser Wahl.
Die ersten veröffentlichten Arbeiten griffen Ideen aus der Studienzeit wieder auf. Grundmann publizierte den Forschungsstand über Papst Innozenz III., zu Joachim von Fiore und die religiösen Bewegungen. Die Edition der Schriften des Alexander von Roes wurde fortgesetzt. 1949 brachte Grundmann in Zusammenarbeit mit Heimpel eine deutsche Übersetzung dieser Schriften heraus. In Münster wurden 33 Dissertationen von Grundmann betreut. Arno Borst und Kaspar Elm waren in Münster seine bedeutendsten Schüler. Grundmann konnte jedoch als Lehrer keinen Schülerkreis bilden; eine „Grundmann-Schule“ im Sinne eines Kreises von Schülern mit einem gemeinsamen Forschungsgebiet bildete sich nicht.
1946 erfolgte die Wahl zum ordentlichen Mitglied der Historischen Kommission für Westfalen, deren stellvertretender Vorsitzender er von 1946 bis 1958 war. Ab 1962 war er korrespondierendes Mitglied der Kommission. 1947 wurde Grundmann Mitglied der Zentraldirektion der Monumenta Germaniae Historica (MGH). Nach seiner Wahl begründete er dort mit den Quellen zur Geistesgeschichte des Mittelalters eine neue Abteilung und richtete sie auf das Geistesleben des Mittelalters aus. Unter seiner Leitung erschienen der Apokalypsekommentar des Minoriten Alexander, das große geschichtstheologische Werk des Rupert von Deutz De victora verbi Dei, die Praecepta dictaminum des Adalbertus Samaritanus, das älteste mittelalterliche Lehrbuch der Briefstilkunst und die Sermones des Amarcius. Im Herbst 1958 war das Amt des Präsidenten der Monumenta Germaniae Historica neu zu besetzen. Grundmann setzte sich als Nachfolger Friedrich Baethgens gegen Theodor Schieffer durch. Das Amt konnte der konfessionslose Grundmann erst nach langen Verhandlungen antreten. Das bayerische Kultusministerium hatte einen katholischen Kandidaten bevorzugt. Das Amt hatte er vom 1. Mai 1959 bis zu seinem Tode inne. Grundmann wurde außerdem zum Honorarprofessor an der Universität München ernannt. Er war mit Walter Goetz und Fritz Wagner Herausgeber des 1951 wieder erscheinenden Archivs für Kulturgeschichte und fungierte seit 1956 ebenfalls als Herausgeber der 8. und 9. Auflage des Handbuchs der deutschen Geschichte („Gebhardt“). Er selbst verfasste den umfangreichen Abschnitt „Wahlkönigtum, Territorialpolitik, Ostbewegung im 13. und 14. Jahrhundert“.
Grundmann wurde 1956 Mitglied der Historischen Kommission für ost- und westpreußische Landesforschung. Ein Jahr später erschien erstmals sein Leipziger Akademievortrag Vom Ursprung der Universität im Mittelalter. Nach Grundmanns These wurzelten die um 1200 entstehenden Universitäten nicht in einem allgemeinen Bildungsdrang oder in dem Bedürfnis der Berufsausbildung. Es waren auch nicht staatliche, kirchliche oder sozioökonomische Impulse ausschlaggebend, sondern die Gründe ihres Entstehens liegen in Menschen, die sich „im spontanen Wissen- oder Erkennenwollen um der Wahrheit willen, auch auf die Gefahr hin, daß sie unbeliebt ist und zu Konflikten führt“ zu neuen Gemeinschaften verbanden. Weitere Studien entstanden zu ungelösten Fragen über Joachim von Fiore, die Spiritualen und die Rezeption joachimisch-joachimitischen Gedankengutes sowie Untersuchungen zur Mittelalterproblematik. 1961 wurde sein Hauptwerk Religiöse Bewegungen im Mittelalter neu aufgelegt. 1963 veröffentlichte er seine Ketzergeschichte des Mittelalters, 1965 Geschichtsschreibung im Mittelalter. 1968 publizierte Grundmann eine Biografie Joachims von Fiore.
In seinen letzten Lebensjahren erhielt Grundmann zahlreiche Ehrungen. Er wurde Mitglied der Accademia Nazionale dei Lincei in Rom, der Académie des Inscriptions et Belles-Lettres in Paris und in die Société des Bollandistes in Brüssel berufen. Er war außerdem Mitglied der Akademien zu München, Göttingen, Wien und Leipzig. 1970 starb Grundmann in München an Krebs. Sein Nachlass wurde dem Universitätsarchiv Leipzig übergeben und ist von großer wissenschaftsgeschichtlicher Bedeutung für die Umbruchszeit 1933 und 1945, denn in der Korrespondenz mit Freunden, Kollegen und anderen Lehrstuhlinhabern wird deutlich, was Grundmann beruflich und privat in dieser Zeit beschäftigte.

## Werk
Herbert Grundmanns Forschungsschwerpunkte waren die religiösen Bewegungen, die Vorstellungswelt diverser Frömmigkeiten des 14. und 15. Jahrhunderts, Joachim von Fiore sowie Bildung und Sprache. Mit der Darstellung Religiöse Bewegungen im Mittelalter gelang ihm sein wissenschaftlicher Durchbruch. Der lange Untertitel der Arbeit (Untersuchungen über die geschichtlichen Zusammenhänge zwischen der Ketzerei, den Bettelorden und der religiösen Frauenbewegung im 12. und 13. Jahrhundert und über die geschichtlichen Grundlagen der deutschen Mystik) machte die unsichere Quellen- und Forschungslage deutlich. Zu Beginn der Arbeit stellte er folgende These auf: „Alle religiösen Bewegungen des Mittelalters haben ihren Niederschlag in religiösen Orden oder in häretistischen Sekten gefunden“. Das Ziel der Arbeit war die „Erkenntnis, durch welche Entscheidungen sich die religiösen Bewegungen zu den Ordnungen und Lebensformen der mittelalterlichen Kirche ausgestaltet haben“. Es sollte „der durchgehenden religiösen Bewegung als ihrem gemeinsamen Stammbaum nachgeforscht werden in der Erwartung, dadurch neue Aufschlüsse über ihr religiöses Wirken und ihre geschichtliche Bedeutung zu gewinnen“, nämlich die Idee der evangelischen Armut und der apostolischen Predigt. Mit der Einbeziehung der religiösen Frauenbewegung war Grundmann seiner Zeit weit voraus. Nach der Kernthese Grundmanns trat Ende des 12. Jahrhunderts in verschiedenen europäischen Ländern eine am Vorbild des Urchristentums orientierte laikale religiöse Armutsbewegung in Erscheinung. Sie wurde schließlich von Innozenz III. in die katholische Kirche integriert. Nach den Forschungen Grundmanns handelte es sich bei der religiösen Bewegung um eine einzige Strömung. Für ihre Entstehung und für den Entschluss, ein Leben in Armut und Wanderschaft zu leben, war das Evangelium entscheidend. Die religiöse Bewegung ist demnach eine „religiöse Reaktion in den Reihen dieser führenden Schichten selbst gegen die gesellschaftliche, wirtschaftliche Entwicklung“. Ihre Mitglieder widersetzten sich „um der Religion willen den Verlockungen und dem Umsichgreifen weltlich-profaner Kultur und Gesinnung“. Dies gilt besonders für die Frauen, die sich dieser Strömung anschlossen. Mit ihrem Ausstieg aus der Gesellschaft wollten sie ihren Protest ausdrücken.

## Wirkung

### Wissenschaftliche Nachwirkung
Die Monumenta Germaniae Historica gaben wenige Jahre nach seinem Tod eine dreibändige Ausgabe ausgewählter Schriften von ihm heraus. Grundmanns Darstellung Religiöse Bewegungen im Mittelalter erbrachte ein besseres Verständnis von Häresien und Ordenswesen, Theologie und Mystik. Das Buch wirkte schulbildend. Die Wirkungen des Ansatzes von Grundmann begannen erst mit dem Internationalen Historikertag in Rom 1955. Die Darstellung erschien 1974 in italienischer Übersetzung mit einem von Raoul Manselli verfassten Vorwort. Im Jahr 1995 wurde eine englische Übersetzung mit einer Einführung von Robert E. Lerner veröffentlicht. Im Jahr 1974 erschien das Werk in vierter Auflage. Eine ähnliche Wirkung konnten auch seine Studien zur Geschichte des Reichs und des Reichsgedankens, der Universitäten und Laienbildung sowie der Geschichtsschreibung entfalten.
In den folgenden Jahrzehnten stießen Grundmanns Forschungen in Teilen auf Kritik. Besonders seine These zur Entstehung der Universität wurde kritisiert. Seiner These einer „religiösen Frauenbewegung“ wurde zunehmend widersprochen. Grundmanns Kernthese über die Einschätzung der Kirchenpolitik Innozenz III.’ wurde jedoch nicht in Frage gestellt.
In der DDR-Mediävistik wurden Grundmanns Forschungen über die „religiösen Bewegungen“ besonders vom Leipziger Historiker Ernst Werner fortgesetzt. In der Geschichte der Religiosität von Arnold Angenendt (1997) stehen anders als bei Grundmann nicht mehr „die religiösen Bewegungen“ im Mittelpunkt, sondern die religiösen Erfahrungen. Dazu zählen die überirdischen Mächte, die menschlichen Gemeinschaften (Ehe, Gemeinschaft), die liturgischen Elemente (Sünde, Buße, Gnade) und Sterben, Tod und Jenseits.
Am 20. März 2020 jährte sich Grundmanns Todestag zum 50. Mal. Ein größeres öffentliches Gedenken an einer der zahlreichen Institutionen, denen Grundmann angehört hatte, blieb aber aus.

### Diskussion über Grundmanns Rolle im Nationalsozialismus
Seinen akademischen Lehrer Grundmann präsentierte Arno Borst (1976) als Gegner des Nationalsozialismus. Er rückte seinen Lehrer in die Rolle eines klugen Beobachters, „der politische Wirklichkeiten und Widerstände ebenso gut wie geistige Höhenflüge durchschaute“. Hermann Heimpel verfasste ebenfalls einen Nachruf und hielt die Grabrede. Die NS-Zeit sparte er aber aus.
Seit den 1990er Jahren mehren sich Stimmen, die auf Grundmanns Affinität zum Nationalsozialismus verweisen. Klaus Schreiner wies 1989 darauf hin, dass ein im Druck überliefertes Manifest zur Unterstützung Hitlers und seines Regimes (Bekenntnis der deutschen Professoren zu Adolf Hitler) aus dem November 1933 auch von Grundmann unterschrieben wurde. Ursula Wolf (1996) hat in ihrer Studie Grundmann zu den „politisch mäßig engagierten Historikern“ gezählt. Der Umstand, dass sich die deutsche Geschichtswissenschaft erst sehr spät mit der Rolle einiger prominenter Historiker in der NS-Zeit kritisch auseinandersetzte, löste 1998 auf dem Frankfurter Historikertag heftige Debatten aus. Die größte Aufmerksamkeit erzeugte die Sektion „Deutsche Historiker im Nationalsozialismus“ am 10. September 1998, die von Otto Gerhard Oexle und Winfried Schulze geleitet wurde. Die Frankfurter Debatten veranlassten das Max-Planck-Institut für Geschichte zu einer Reihe von Tagungen. Eine erste Tagung über die Kulturwissenschaften und ihre Vernetzungen und Verflechtungen in das NS-Regime wurde im März 2000 abgehalten. Der Sammelband dazu wurde von Hartmut Lehmann und Otto Gerhard Oexle 2004 herausgegeben. Darin veröffentlichte Anne Christine Nagel eine biografische Studie über Grundmann. Nagel ging auf gewisse Affinitäten zum Nationalsozialismus und seine Vortragstätigkeit in NS-Schulungsorganisationen ein.

## Schriften (Auswahl)
Aufsatzsammlungen
- Ausgewählte Aufsätze (= Schriften der Monumenta Germaniae Historica. Bd. 25). 3 Bde. Hiersemann, Stuttgart 1976–1978, ISBN 3-7772-7613-8;
  - Bd. 1: Religiöse Bewegungen 1976, ISBN 3-7772-7614-6;
  - Bd. 2: Joachim von Fiore. 1977, ISBN 3-7772-7702-9;
  - Bd. 3: Bildung und Sprache. 1978, ISBN 3-7772-7803-3.
- Geschichtsschreibung im Mittelalter. Gattungen – Epochen – Eigenart. Vandenhoeck & Ruprecht, Göttingen 1965 (= Kleine Vandenhoeck-Reihe. Bd. 209/210, ZDB-ID 255845-2). (4. Auflage. (= Kleine Vandenhoeck-Reihe. Bd. 1209). ebenda 1987, ISBN 3-525-33224-6. Digitalisat (BSB Digi 20)).
- Herbert Grundmann (1902–1970): Essays on Heresy, Inquisition, and Literacy (= Heresy and Inquisition in the Middle Ages. Bd. 9). Edited by Jennifer Kolpacoff Deane, Translated by Steven Rowan. York Medieval Press, Woodbridge 2019, ISBN 978-1-903153-93-2.

Monographien
- Studien über Joachim von Floris (= Beiträge zur Kulturgeschichte des Mittelalters und der Renaissance. Bd. 32). Teubner Leipzig u. a. 1927.
- Religiöse Bewegungen im Mittelalter. Untersuchungen über die geschichtlichen Zusammenhänge zwischen der Ketzerei, den Bettelorden und der religiösen Frauenbewegung im 12. und 13. Jahrhundert und über die geschichtlichen Grundlagen der Deutschen Mystik (= Historische Studien. Bd. 267, ZDB-ID 514152-7). Ebering, Berlin 1935 (Zugleich: Leipzig, Universität, Habilitations-Schrift, 1933), (Sonderausgabe. Reprografischer Nachdruck, 4., unveränderte Auflage. Wissenschaftliche Buchgesellschaft, Darmstadt 1977 [mit einem Anhang Neue Beiträge zur Geschichte der religiösen Bewegungen im Mittelalter]).[78]